# Větrný mlýn v Uhřínově u Hranic
Větrný mlýn v Uhřínově u Hranic je zaniklý mlýn německého typu, který stál v poli severně od obce. V letech 1958–1982 byl chráněn jako nemovitá kulturní památka České republiky.

## Historie
Větrný mlýn pocházel z 1. poloviny 19. století. V 70. letech 20. století vyhořel a nebyl obnoven.

## Popis
Mlýn na čtvercovém půdorysu měl šindelem krytou sedlovou střechu s polovalbou na severní straně. Stěny mlýna byly šalovány svisle kladenými prkny. Do patra byl vstup z jižní strany schodištěm, v patře se původně zčásti zachovalo mlecí zařízení a šalanda. V 60. letech 20. století zůstal z křídel zachován pouze hlavní konstrukční trám.